# Código Fiscal de Operações e de Prestações
Código Fiscal de Operações e de Prestações das Entradas de Mercadorias e Bens e da Aquisição de Serviços, mais conhecido como Código Fiscal de Operações e de Prestações (CFOP), é um código do sistema tributarista brasileiro, determinado pelo governo. É indicado nas emissões de notas fiscais, declarações, guias e escrituração de livros.
É utilizado em uma operação fiscal e define se a nota emitida recolhe ou não impostos, movimento de estoque e financeiro. O CFOP é em sua maioria composto por quatro dígitos, onde o primeiro, no caso o prefixo, determina a natureza da operação, ou seja, se é de entrada ou saída de mercadorias. Por sua vez, o sufixo determina o Código de Situação Tributária.

## Lista de prefixos
- 1: Entrada de Mercadoria ou Aquisição de Serviços de dentro do Estado;
- 2: Entrada de Mercadoria ou Aquisição de Serviços de fora do Estado;
- 3: Entrada de Mercadoria ou Aquisição de Serviços do Exterior;
- 4 — N/A
- 5: Saída de Mercadoria ou Prestação de Serviços para dentro do Estado;
- 6: Saída de Mercadoria ou Prestação de Serviços para fora do Estado;
- 7: Saída de Mercadoria ou Prestação de Serviços do Exterior